# Glory Days (The Amity Affliction)
Glory Days è la prima raccolta del gruppo musicale australiano The Amity Affliction, pubblicata il 26 novembre 2010 dalla Boomtown Records.
Contiene le tracce dei tre EP pubblicati sino ad allora dalla band (Early Demos, The Amity Affliction e High Hopes), le tracce bonus del precedente album Youngbloods e un brano precedentemente pubblicato nella raccolta North Coast Hardcore: Volume 1 della Common Bond Records.

## Tracce
1. 15 Pieces of Flare – 4:17
2. Snicklefritz – 3:07
3. I Heart Throbsy – 3:10
4. R.I.P. Steggy – 4:19
5. Straight Up! – 3:50
6. Dong Wayne – 3:11
7. Cut It Out – 3:46
8. Cornerstone of Misery – 4:19
9. Severance – 5:11
10. Empires Laid Waste – 3:08
11. Atlantic – 3:49
12. Black and Collapsed – 3:52
13. Prometheus – 4:49
14. A Sleepless Winter – 3:06
15. Asphalt Abrasions – 4:55
16. Slit the Tear Ducts – 4:14

## Formazione
- Joel Birch – voce death
- Ahren Stringer – voce death (tracce 1, 2), basso (tracce 1, 2), voce melodica (tracce 3–16), chitarra ritmica (tracce 3–16)
- Clint Splattering – chitarra solista (tracce 1, 2)
- Troy Brady – chitarra solista (tracce 3–16), chitarra ritmica (tracce 1, 2)
- Chris Burt – basso (tracce 3–7)
- Garth Buchanan – basso (tracce 8–16)
- Ryan Burt – batteria (tracce 1, 2)
- Troels Thomasson – batteria (tracce 3–7)
- Lachlan Faulkner – batteria (tracce 8–16)
- Trad Nathan – tastiera (tracce 1–7)